# Margaretha van Frankrijk (1158-1197)
Margaretha van Frankrijk (circa 1158 - Akko, 20 september 1197) was via haar huwelijken mede-koningin-gemaal van Engeland en koningin-gemalin van Hongarije en Kroatië. Ze behoorde tot het huis Capet.

## Levensloop
Ze was de oudste dochter van koning Lodewijk VII van Frankrijk en diens tweede gemalin Constance van Castilië.
In 1160 werd ze door haar vader uitgehuwelijkt aan Hendrik de Jongere, zoon van koning Hendrik II van Engeland en vanaf 1170 mede-koning van Engeland en op 2 november 1160 vond het huwelijk plaats. Op het moment van het huwelijk waren Margaretha respectievelijk twee en Hendrik respectievelijk vijf jaar oud. Als bruidsschat moest Lodewijk VII de streek Vexin aan Hendrik II van Engeland afstaan.
In 1170 werd Hendrik de Jongere medekoning met zijn vader Hendrik II. Doordat de aartsbisschop van Canterbury, Thomas Becket, verbannen was, kon Margaretha op 14 juli 1170 niet gekroond worden samen met haar echtgenoot. Het feit dat Margaretha niet gekroond werd en dat Hendrik door een vervanger gekroond werd, maakte haar vader Lodewijk VII echter boos. Om de Franse koning te plezieren liet Hendrik II van Engeland zijn zoon en Margaretha op 27 augustus 1172 kronen in de Kathedraal van Winchester. Door haar huwelijk was ze eveneens hertogin van Anjou.
In 1182 werd Margaretha ervan beschuldigd om een affaire te hebben met Willem de Maarschalk, de graaf van Pembroke, wat door huidige historici sterk betwijfeld werd. Door deze beschuldigingen kreeg Hendrik de mogelijkheid om zich te laten scheiden van Margaretha. Officieel gebeurde deze scheiding wegens overspel, maar waarschijnlijk gebeurde het eerder omdat hun huwelijk kinderloos bleef. Ze hadden in 1177 wel een zoon gekregen, maar die was kort na de geboorte overleden.
Margaretha werd daarop terug naar Frankrijk gezonden. Nog voor de echtscheiding doorging, overleed Hendrik de Jongere echter in 1183. Nadat ze van Hendrik II van Engeland een enorm pensioen had gekregen op voorwaarde dat hij de streek Vexin mocht behouden, hertrouwde ze in 1186 met koning Béla III van Hongarije. Ook dit huwelijk bleef kinderloos.
Toen haar tweede echtgenoot in 1196 overleed, trok Margaretha op pelgrimstocht naar de stad Akko in het Heilige Land. Kort na haar aankomst in Akko stierf ze er, waarna ze vermoedelijk in de kathedraal van Tyrus werd begraven.

## Voorouders
| Voorouders van Margaretha van Frankrijk (1158-1197) | Voorouders van Margaretha van Frankrijk (1158-1197)                             | Voorouders van Margaretha van Frankrijk (1158-1197)                             | Voorouders van Margaretha van Frankrijk (1158-1197)                             | Voorouders van Margaretha van Frankrijk (1158-1197)                             | Voorouders van Margaretha van Frankrijk (1158-1197)                                | Voorouders van Margaretha van Frankrijk (1158-1197)                                | Voorouders van Margaretha van Frankrijk (1158-1197)                                 | Voorouders van Margaretha van Frankrijk (1158-1197)                                 |
| --------------------------------------------------- | ------------------------------------------------------------------------------- | ------------------------------------------------------------------------------- | ------------------------------------------------------------------------------- | ------------------------------------------------------------------------------- | ---------------------------------------------------------------------------------- | ---------------------------------------------------------------------------------- | ----------------------------------------------------------------------------------- | ----------------------------------------------------------------------------------- |
| Overgrootouders                                     | Filips I van Frankrijk (1052-1108) ∞ Bertha van Holland (1058-1094)             | Filips I van Frankrijk (1052-1108) ∞ Bertha van Holland (1058-1094)             | Humbert II van Savoye (1072-1103) ∞ Gisela van Bourgondië (1075-1133)           | Humbert II van Savoye (1072-1103) ∞ Gisela van Bourgondië (1075-1133)           | Raymond van Bourgondië (1059-1107) ∞ Urraca van Castilië en León (1082-1126)       | Raymond van Bourgondië (1059-1107) ∞ Urraca van Castilië en León (1082-1126)       | Raymond Berengarius III van Barcelona (1082-1131) ∞ Dulcia van Provence (1090-1129) | Raymond Berengarius III van Barcelona (1082-1131) ∞ Dulcia van Provence (1090-1129) |
| Grootouders                                         | Lodewijk VI van Frankrijk (1081-1137) ∞ 1115 Adelheid van Maurienne (1092-1154) | Lodewijk VI van Frankrijk (1081-1137) ∞ 1115 Adelheid van Maurienne (1092-1154) | Lodewijk VI van Frankrijk (1081-1137) ∞ 1115 Adelheid van Maurienne (1092-1154) | Lodewijk VI van Frankrijk (1081-1137) ∞ 1115 Adelheid van Maurienne (1092-1154) | Alfons VII van León en Castilië (1105-1157) ∞ Berengaria van Barcelona (1116-1149) | Alfons VII van León en Castilië (1105-1157) ∞ Berengaria van Barcelona (1116-1149) | Alfons VII van León en Castilië (1105-1157) ∞ Berengaria van Barcelona (1116-1149)  | Alfons VII van León en Castilië (1105-1157) ∞ Berengaria van Barcelona (1116-1149)  |
| Ouders                                              | Lodewijk VII van Frankrijk (1120-1180) ∞ Constance van Castilië (1140-1160)     | Lodewijk VII van Frankrijk (1120-1180) ∞ Constance van Castilië (1140-1160)     | Lodewijk VII van Frankrijk (1120-1180) ∞ Constance van Castilië (1140-1160)     | Lodewijk VII van Frankrijk (1120-1180) ∞ Constance van Castilië (1140-1160)     | Lodewijk VII van Frankrijk (1120-1180) ∞ Constance van Castilië (1140-1160)        | Lodewijk VII van Frankrijk (1120-1180) ∞ Constance van Castilië (1140-1160)        | Lodewijk VII van Frankrijk (1120-1180) ∞ Constance van Castilië (1140-1160)         | Lodewijk VII van Frankrijk (1120-1180) ∞ Constance van Castilië (1140-1160)         |